# Бланкенхајм (Округ Мансфелд-Зидхарц)
Бланкенхајм (њем. Blankenheim) општина је у њемачкој савезној држави Саксонија-Анхалт. Једно је од 22 општинска средишта округа Мансфелд-Сидхарц. Према процјени из 2010. у општини је живјело 1.403 становника. Посједује регионалну шифру (AGS) 15087070.

## Географски и демографски подаци
Бланкенхајм се налази у савезној држави Саксонија-Анхалт у округу Мансфелд-Сидхарц. Општина се налази на надморској висини од 280 метара. Површина општине износи 14,9 km².

## Становништво
У самом мјесту је, према процјени из 2010. године, живјело 1.403 становника. Просјечна густина становништва износи 94 становника/km².